# Tatort: Abgezockt
Abgezockt ist die 568. Tatort-Folge und der 31. Fall für die Ludwigshafener Ermittlerin Lena Odenthal, gespielt von Ulrike Folkerts und der 22. Fall für Mario Kopper, gespielt von Andreas Hoppe. Die Folge wurde erstmals am 16. Mai 2004 ausgestrahlt und ist eine Tatort-Produktion des SWR.

## Handlung
Auf einer leeren Straße fährt Lutz Bergmann ohne zu bremsen gegen die Leitplanke und anschließend gegen einen Brückenpfeiler. Die ermittelnde Kriminalhauptkommissarin Lena Odenthal hatte das Opfer erst kurz zuvor beim Karatetraining kennengelernt und ist sich ziemlich sicher, dass der Mann absolut nicht in Selbstmordstimmung war. Die Gerichtsmedizin findet Betäubungsmittel in extrem hoher Dosis in Bergmanns Blut. Vermutlich wurde dem von ihm zuletzt getrunkenen Rotwein ein Mittel mit einer Kanüle durch den Korken injiziert.
Odenthal muss Bergmanns Mutter, die sich in einem Pflegeheim befindet, die Nachricht vom Tod ihres Sohnes bringen und hat dabei Gelegenheit auch die Pflegerin Ursula Schäfer nach Lutz Bergmann zu befragen. Ihr Empfinden ist, dass Bergmann sich in letzter Zeit sehr verändert habe. Danach sucht die Kommissarin die Schwester des Toten auf, die sofort einen Richard Horst verdächtigt. Diesem Richard, genannt „Ritchy“, soll er hörig gewesen sein, wollte aber trotzdem aus dem gemeinsamen Vertrieb mit Energydrinks aussteigen und „den ganzen Laden hochgehen lassen“. Ritchy, mit der Todesnachricht und der Mordverdächtigung konfrontiert, ist nicht übermäßig erschüttert, meint aber, er würde doch nie seinen besten Verkäufer umbringen. Auf einer ominösen Werbeveranstaltung mit Ritchy und dem Deutschland-Chef von „Rocket Marketing“ Max Hüllen gewinnen Odenthal und ihr Kollege Mario Kopper den Eindruck, dass dieses ganze Verkaufsgeschäft ein einziger Bluff ist. Jeder, der mitmachen will, zahlt 5000 Euro Einstand und bekommt Ware, die eigentlich nur 500 Euro wert ist. Für jeden neuen Verkäufer, den man wirbt, gibt es eine Provision – also ein Schneeballsystem, bei dem es zwangsläufig jede Menge Verlierer gibt. Um das Geschäft am Laufen zu halten, schreckten Bergmann und Richard Horst auch vor sexuellen Kontakten mit Kunden nicht zurück.
Im Laptop des Toten befinden sich 145 Mails, darunter jede Menge Liebeserklärungen weiblicher „Fans“, was Odenthal vermuten lässt, dass Bergmann nicht nur geschäftlich, sondern auch bei den Damen mehr Erfolg hatte als Ritchy, was ihn zu dem Mord bewegt haben könnte. Aber auch der Kleinunternehmer Paul Wattenscheid gerät in Verdacht. Von Bergmann in das Geschäft mit den Energiedrinks gelockt droht ihm nicht nur die Pleite, auch seine Ehefrau hat ihn wegen Bergmann verlassen. Ein weiterer Verdächtiger ist der windige Marketingchef Max Hüllen, da Bergmann ihn zu erpressen drohte. Auf einer CD hatte Bergmann jede Menge Material von den Geschäftspraktiken der Vertriebsfirma „Rocket Marketing“ gesammelt. 
Unter den E-Mails befinden sich einige von Ursula Schäfer, der Pflegerin aus dem Sanatorium, in denen sie mit Bergmann hart ins Gericht geht. Auf der Suche nach neuen Mitgliedern für das Vertriebssystem hatte sie ihre gesamte Familie, ihren Freundes- und Arbeitskreis mit eingebracht. Zudem hatte sie ein Verhältnis mit Ritchy angefangen, von dem ihr Mann nichts wissen durfte, da er als stark suizidgefährdet gilt. 
Auf dem Weg nach Hause lauern Ritchy zwei Schläger auf und schlagen ihn brutal zusammen. Als plötzlich Ursula Schäfer auftaucht und sieht, wie er zugerichtet ist, will sie ihn mitnehmen und in Sicherheit bringen. Sie habe ein Häuschen für sie beide gekauft und dort solle er mit hinkommen. Bevor Ritchy einwilligt und mitfährt, nimmt er noch eine CD aus seinem Laptop. In dem alten Fachwerkhaus angekommen, legt er sich schlafen. Odenthal, auf der Suche nach Ritchy, findet ihn weder im Büro noch in seiner Wohnung, dafür aber in seinem Schrank eine Art Abschussliste. Ritchy und Lutz Bergmann haben nach einem Punktesystem Frauen verführt und einen internen Wettbewerb veranstaltet. Ursula Schäfer war dort auch verzeichnet, möglicherweise wusste sie davon, was bedeuten könnte, dass sie sich an beiden rächen wollte.
Odenthal sucht nach Schäfer und muss von deren Nachbarin erfahren, dass Ursula Schäfers Mann sich vor kurzem erhängt hat und sie nun wegziehen wolle. Sie habe sich ein Haus am Stadtrand gekauft. So suchen Odenthal und Kopper in allen Immobilienanzeigen nach einem solchen Angebot und haben Erfolg. Sie finden das Haus und können beim Eintreffen Benzingeruch wahrnehmen, denn Ursula hat Ritchy inzwischen mit Benzin übergossen. Sie hat jeglichen Halt verloren: Ehemann, Familie, Freunde, alles weg aufgrund der Marketingstrategie. Sie will sich und Ritchy umbringen und da sie eine Kerze angezündet hat, können die Ermittler nicht schießen. Odenthal schafft es jedoch mit ihr zu reden und die Kerze auszupusten. Ritchy, aus Todesangst befreit, gibt Kopper die CD, womit er die Organisation und Max Hüllen zu Fall bringt.

## Produktion
Diese 568. Tatortfolge trug zunächst den Arbeitstitel Powerspiel.

## Rezeption

### Einschaltquoten
Bei der Erstausstrahlung am 16. Mai 2004 verfolgten 8,19 Mio. Zuschauer die Sendung; das entsprach einem Marktanteil von 26 %.

## Kritiken
„Der ‚Tatort: Abgezockt‘ führt Lena Odenthal und Mario Kopper in die ihnen fremde und suspekte Welt. Der Traum vom schnellen Geld besiegt jede Moral. Und Lena Odenthal ist entsprechend angewidert. Ein in jeder Hinsicht spannender Krimi über die Macht der Verführung und das Spiel als Lebensprinzip. Dicht erzählt & modern inszeniert.“

„Dichtes Trauerspiel über die Verführbarkeit.“

In der Realität hätten die Ermittler durch eine simple elektronische Grundbuchabfrage überprüfen können, welches Grundstück Schäfer erworben hatte.